# Campeonato Mundial de Patinaje de Velocidad sobre Hielo en Distancia Individual de 2005
El IX Campeonato Mundial de Patinaje de Velocidad sobre Hielo en Distancia Individual se celebró en Inzell (Alemania) entre el 3 y el 6 de marzo de 2005 bajo la organización de la Unión Internacional de Patinaje sobre Hielo (ISU) y la Asociación Alemana de Patinaje de Velocidad sobre Hielo.
Las competiciones se realizaron en el Estadio Ludwig Schwabl de la ciudad germana.

## Medallistas

### Masculino
| Evento                          | Oro                                                                      | Plata                                                                  | Bronce                                                           |
| ------------------------------- | ------------------------------------------------------------------------ | ---------------------------------------------------------------------- | ---------------------------------------------------------------- |
| 500 m (04.03)                   | Joji Kato Japón 71,02 s                                                  | Hiroyasu Shimizu Japón 71,46 s                                         | Jeremy Wotherspoon · Canadá · 71,70 s                            |
| 1000 m (05.03)                  | Even Wetten · Noruega · 1:10,10                                          | Jan Bos · Países Bajos · 1:10,32                                       | Petter Andersen · Noruega · Pekka Koskela · Finlandia · 1:10,63  |
| 1500 m (06.03)                  | Rune Stordal · Noruega · 1:50,69                                         | Mark Tuitert · Países Bajos · 1:50,84                                  | Even Wetten · Noruega · 1:51,63                                  |
| 5000 m (03.03)                  | Chad Hedrick Estados Unidos 6:25,61                                      | Bob de Jong · Países Bajos · 6:30,53                                   | Carl Verheijen · Países Bajos · 6:32,73                          |
| 10 000 m (05.03)                | Bob de Jong · Países Bajos · 13:25,64                                    | Carl Verheijen · Países Bajos · 13:26,97                               | Chad Hedrick Estados Unidos 13:30,88                             |
| Persecución por equipos (06.03) | Erben Wennemars · Mark Tuitert · Carl Verheijen · Países Bajos · 3:53,83 | Enrico Fabris · Matteo Anesi · Ippolito Sanfratello · Italia · 3:55,18 | Eskil Ervik · Petter Andersen · Odd Borgesen · Noruega · 3:55,49 |

### Femenino
| Evento                          | Oro                                                                     | Plata                                                             | Bronce                                             |
| ------------------------------- | ----------------------------------------------------------------------- | ----------------------------------------------------------------- | -------------------------------------------------- |
| 500 m (05.03)                   | Wang Manli China 77,21 s                                                | Wang Beixing China 77,82 s                                        | Lee Sang-Hwa Corea del Sur 77,91 s                 |
| 1000 m (06.03)                  | Barbara de Loor · Países Bajos · 1:18,24                                | Anni Friesinger · Alemania · 1:18,46                              | Marianne Timmer · Países Bajos · 1:18,71           |
| 1500 m (03.03)                  | Cindy Klassen · Canadá · 1:58,49                                        | Anni Friesinger · Alemania · 1:58,73                              | Jennifer Rodriguez Estados Unidos 1:59,44          |
| 3000 m (04.03)                  | Cindy Klassen · Canadá · 4:10,37                                        | Claudia Pechstein · Alemania · 4:10,89                            | Kristina Groves · Canadá · 4:11,97                 |
| 5000 m (06.03)                  | Anni Friesinger · Alemania · 7:18,32                                    | Claudia Pechstein · Alemania · 7:18,67                            | Clara Hughes · Canadá · 7:19,17                    |
| Persecución por equipos (05.03) | Daniela Anschütz · Anni Friesinger · Sabine Völker · Alemania · 3:05,81 | Kristina Groves · Clara Hughes · Cindy Klassen · Canadá · 3:97,01 | Eriko Ishino Nami Nemoto Maki Tabata Japón 3:12,05 |

## Medallero
| Núm. | País           | Oro | Plata | Bronce | Total |
| ---- | -------------- | --- | ----- | ------ | ----- |
| 1    | Países Bajos   | 3   | 4     | 2      | 9     |
| 2    | Alemania       | 2   | 4     | 0      | 6     |
| 3    | Canadá         | 2   | 1     | 3      | 6     |
| 4    | Noruega        | 2   | 0     | 3      | 5     |
| 5    | Japón          | 1   | 1     | 1      | 3     |
| 6    | China          | 1   | 1     | 0      | 2     |
| 7    | Estados Unidos | 1   | 0     | 2      | 3     |
| 8    | Italia         | 0   | 1     | 0      | 1     |
| 9    | Corea del Sur  | 0   | 0     | 1      | 1     |
| 9    | Finlandia      | 0   | 0     | 1      | 1     |
|      | TOTAL          | 12  | 12    | 13     | 37    |